# خافيير كاستيليخو
خافيير كاستيليخو (بالإسبانية: Javier Castillejo)‏ مواليد 22 مارس 1968 في بارلا، مدريد، هو ملاكم إسباني يصنف ضمن فئة الوزن المتوسط. حقق بطولة رابطة الملاكمة العالمية.

## إحصائيات
خاض خلال مسيرته 72 نزالا، فاز في 62 وتعادل في 1 وخسر في 8. فاز بالضربة القاضية في 48 نزالا.

## روابط خارجية
- خافيير كاستيليخو على موقع بوكس ريك (الإنجليزية) (registration required)